# Отёк
Отёк (лат. oedema) — избыточное накопление жидкости в органах, внеклеточных тканевых пространствах организма.

## Причины отёка
Причины нарушения оттока и задержки жидкости в тканях различны, в связи с чем выделяют отёки гидростатические, при которых главную роль играет повышение давления в капиллярах; гипопротеинемические, главная причина образования которых — уменьшение содержания в плазме крови белков, особенно альбуминов, и понижение коллоидно-осмотического (онкотического) давления плазмы крови с выходом жидкости из кровеносного русла в ткани; мембраногенные, образование которых обусловлено повышением проницаемости капилляров вследствие их токсических повреждений, воспалительного процесса, нарушения нервной регуляции.

## Местный и общий отёк

Местный отёк, вызванный воспалением

Отёк может быть местным, то есть ограниченным определённой областью тела или органом, и общим. Выраженному общему отёку, определяемому при осмотре и ощупывании (после надавливания остаётся ямка), обычно предшествует значительное (до 4—9 л) накопление жидкости в организме — так называемый предотёк. Отёк при болезнях сердца (наиболее частая причина развития гидростатических отёков) — важнейший показатель сердечной недостаточности. Вначале они возникают на стопах, голенях (при вертикальном положении тела), крестце, пояснице (при горизонтальном положении), позже развивается тотальный отёк подкожной клетчатки (анасарка), жидкость может скапливаться в естественных полостях тела — плевральной (гидроторакс), полости брюшины (асцит), полости перикарда (гидроперикард).
Отёки в поздних стадиях циррозов печени (преимущественно гипопротеинемического происхождения) обычно сочетаются с асцитом и располагаются на ногах, пояснице, передней брюшной стенке. Отёк при заболеваниях почек (нефрит и другие) появляются на всём теле, лице, особенно выражены вокруг глаз, они на ощупь мягкие, кожа над ними бледная; в механизме их образования основное значение имеют задержка соли и воды почками, снижение концентрации белков в плазме крови и повышение проницаемости сосудистой стенки.
В происхождении отёка при заболеваниях сердца, почек и печени важную роль играют развивающиеся эндокринные сдвиги с увеличением выработки альдостерона, способствующего задержке ионов натрия в тканях, что, в свою очередь, ведёт к задержке жидкости. Одновременно увеличивается выработка антидиуретического гормона (см. Вазопрессин), вследствие чего происходит увеличение обратного всасывания воды и солей в почечных канальцах. Гормональные нарушения — решающая причина происхождения отёков при некоторых заболеваниях желёз внутренней секреции. Отёки при длительном голодании в основном гипопротеинемические.
Местный отёк при тромбофлебите — следствие нарушения оттока крови по венам ниже места расположения тромба; он плотный, кожа над местом тромбоза нередко воспалена, багрового цвета, ощупывание её болезненно. При нарушении оттока лимфы по лимфатическим путям отёк конечности плотный, кожа бледная. Отёк в зоне воспаления (воспалительный отёк при ожоге, фурункуле, роже и др.) — следствие повышения проницаемости капилляров, притока крови к зоне воспаления; кожа красноватой окраски, ощупывание болезненно.

## Лечение
Начинать его нужно с ликвидации отёчности — обезвоживания и постепенного мягкого пополнения недостающих объёмов циркулирующих крови и лимфы. Важно подобрать лечебное питание.
В зависимости от основного заболевания необходимо его лечение. Не обойтись также без принятия мочегонных средств.